# Synagoge (Doetinchem)

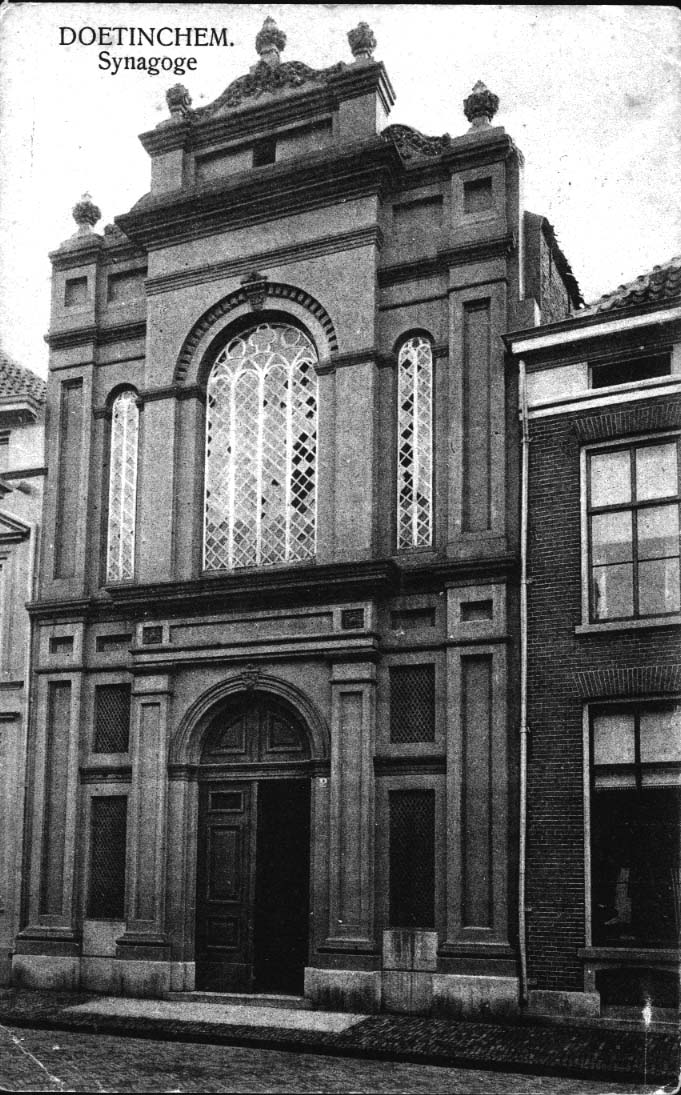
Ehemalige Synagoge in Doetinchem (1934)

Die Synagoge in Doetinchem, einer Stadt in der niederländischen Provinz Gelderland, wurde 1878 errichtet. Die Synagoge stand an der Waterstraat.
Im Jahr 1636 durfte sich der erste Jude in Doetinchem niederlassen. Die Jüdische Gemeinde Doetinchem hatte im Jahr 1899 mit 255 Mitgliedern ihren Höchststand erreicht.
Die jüdischen Bürger von Doetinchem wurden während des Zweiten Weltkriegs von den deutschen Besatzern verfolgt und viele wurden in den Konzentrationslagern ermordet.
Die Synagoge wurde während des Zweiten Weltkriegs bei einem Bombenangriff zerstört.